# Norman Schwartz
Pour les articles homonymes, voir Schwartz.
Norman Schwartz, né le 25 août 1927 et mort le 21 mars 1995 à New York, est un producteur américain de jazz et un homme d'affaires reconnu dans le milieu du jazz.

## Biographie
Norman Schwartz a été le directeur de la Skye Recording Co. Ltd, fondée en 1968 par le vibraphoniste Cal Tjader, le guitariste Gábor Szabó et le compositeur Gary McFarland. Il gérait les droits de propriété intellectuelle et de diffusion du matériel sonore du label Skye Records. Il était leur manager et impresario à tous trois à cette époque.
Il a fondé aussi le label éphémère Gryphon qui éditera des disques de Phil Woods, Michel Legrand et d'autres.
Il a été un producteur de concert et d'albums pour Cal Tjader, Gábor Szabó, Gary McFarland, Lena Horne, Mel Torme, Michel Legrand, Woody Herman, Louis Hayes, Barry Miles et Buddy Rich.
Il enregistre et produit l'album Recorded Live At Newport In New York en 1973, avec notamment Aretha Franklin, Stan Getz et Ella Fitzgerald. Six de ses enregistrements gagneront les Grammy Awards.
De 1982 à 1985, Norman Schwartz supervisa la réhabilitation du Manhattan Center et la construction de son célèbre studio d'enregistrement. Il développa aussi un programme d'études sur les métiers de l'enregistrement pour le Thelonious Monk Institute of Jazz.
Il a eu deux fils, Nicholas et Timothy, et trois filles, Nell, Elizabeth Morrison Hannum et Ilona Morrison. Il est mort en mars 1995 d'un cancer de la prostate à 67 ans au St. Luke's-Roosevelt Hospital Center (en) de Manhattan où il résidait.